# Printf

Un ejemplo de la función printf.

Numerosos lenguajes de programación implementan una función printf (print formatted), para mostrar una cadena con formato. Esta, originaria del lenguaje de programación C, tiene un prototipo similar al siguiente:
```
 int printf(const char *formato, ...)
```

La cadena constante formato provee una descripción de la salida, con placeholders marcados por caracteres de escape "%", para especificar la localización relativa y el tipo de salida que la función debe producir.
Por ejemplo en C:
```
  
printf
(
"Color: %s, Número1: %d, Número2: %05d, Hexadecimal: %x, Real: %5.2f.
\n
"
,
 
"rojo"
,
 
12345
,
 
89
,
 
255
,
 
3.14
);

```

imprimirá la siguiente línea (incluyendo el carácter de nueva línea \n):
```
 Color: rojo, Número1: 12345, Número2: 00089, Hexadecimal: ff, Real: 3.14.
```

La función printf retorna el número de caracteres impresos, o un valor negativo si ocurre un error.

## Ejemplo
El clásico ejemplo de Hola Mundo! para mostrar esta cadena de texto.
```
#include
 
<stdio.h>

 

int
 
main
(
void
)

{

    
printf
(
"¡Hola, mundo!
\n
"
);

    
return
 
0
;

}

```

## Formateadores
printf permite dar formato específico a la salida, aquí algunos ejemplos:
| Formateador | Salida                                                                                      |
| ----------- | ------------------------------------------------------------------------------------------- |
| %d o %i     | entero en base 10 con signo (int) printf("El numero entero en base 10 es: %d", -10);        |
| %u          | entero en base 10 sin signo (int)                                                           |
| %o          | entero en base 8 sin signo (int)                                                            |
| %x          | entero en base 16, letras en minúscula (int)                                                |
| %X          | entero en base 16, letras en mayúscula (int)                                                |
| %f          | Coma flotante decimal de precisión simple (float)                                           |
| %lf         | Coma flotante decimal de precisión doble (double)                                           |
| %ld         | Entero de 32 bits (long)                                                                    |
| %lu         | Entero sin signo de 32 bits (unsigned long)                                                 |
| %e          | La notación científica (mantisa / exponente), minúsculas (decimal precisión simple o doble) |
| %E          | La notación científica (mantisa / exponente), mayúsculas (decimal precisión simple o doble) |
| %c          | carácter (char)                                                                             |
| %s          | cadena de caracteres (string)                                                               |

### Truncamiento
Los formateadores permiten ser modificados para definir cantidad de dígitos o caracteres, introduciendo los parámetros de cantidad de dígitos y dígitos significativos como se puede notar en el siguiente ejemplo:
```
printf("%[#_de_dígitos_a_la_derecha_del_punto].[#_de_dígitos_a_la_izquierda_del_punto]d")
```

```
printf("%2d",   1234);  // Imprime: 34
printf("%.2d",  1234);  // Imprime: 34
printf("%-2d",  1234);  // Imprime: 12
printf("%-.2d", 1234);  // Imprime: 12
```

| Formateador   | Salida                                                                             |
| ------------- | ---------------------------------------------------------------------------------- |
| %7i           | justificado a la derecha, 7 dígitos de largo, sin relleno                          |
| %07i          | largo mínimo de 7 dígitos, justificado a la derecha, rellena con ceros             |
| %8.2f         | tamaño total de 8 dígitos, con dos decimales                                       |
| %.*f”',x,d)   | tamaño predeterminado,x números decimales                                          |
| %*.*f”,x,y,d) | tamaño igual a x, y números decimales                                              |
| %s            | cadena terminada en null                                                           |
| %5s           | primeros cinco caracteres o delimitador                                            |
| %.5s          | primeros cinco caracteres, sin tener en cuenta el delimitador                      |
| %20.5s        | primeros cinco caracteres, justificados a la derecha, con 20 caracteres de largo   |
| %-20.5s       | primeros cinco caracteres, justificados a la izquierda, con 20 caracteres de largo |

## Funciones derivadas

### sprintf
Prototipo:.
```
 int sprintf(char *str, const char *format, ...)
```

Devolviendo: un entero, que índica el número de caracteres leídos.
Ejemplo de uso ( C ):
```
#include
 
<stdio.h>

int
 
main
()

{

    
char
 
cadena
[
12
];

    
char
 
buffer
[
120
];

    
char
 
*
buffer1
 
=
 
"Hemos escrito un ESLOGAN con sprintf - "
;

    
int
 
i
,
 
j
,
 
numerito
 
=
 
78989
,
 
tam_cad
,
 
tam_buffer
;

   

    
for
(
i
 
=
 
0
;
 
buffer1
[
i
]
 
!=
 
'\0'
;
 
i
++
)
 
buffer
[
i
]
 
=
 
buffer1
[
i
];
 
/* Copiamos un STRING a Cadena y medimos su tamaño */

    
tam_buffer
 
=
 
i
;

    
tam_cad
 
=
 
sprintf
(
cadena
,
 
"%d"
,
 
numerito
);
 
/* Pasamos a cadena el número ( de entero a char* ) */

    
for
(
i
 
=
 
0
,
 
j
 
=
 
tam_buffer
;
 
i
 
<
 
tam_cad
;
 
i
++
,
 
j
++
)
 
buffer
[
j
]
 
=
 
cadena
[
i
];
 
// Le pegamos la cadena ( contiene el numerito )

    
buffer
[
j
]
 
=
 
'\0'
;

    

    
printf
(
"
\n\n
 %s 
\n\n
"
,
 
buffer
);

    

    
return
 
0
;

}

```

Mostraría: Hemos escrito un ESLOGAN con sprintf - 78989

### fprintf
fprintf file print format  permite que la salida de printf pueda escribirse en cualquier archivo. Los programadores suelen utilizarlo para imprimir errores, pero puede funcionar con cualquier archivo abierto con la función fopen. Su prototipo, dentro del archivo de cabecera stdio.h, sería:
```
 int fprintf(FILE *stream, const char *format, ...)
```

donde:
- *stream: es el flujo del archivo abierto, es decir la variable·puntero declarada a fopen
- *format. sería lo que se quiere guardar.

### snprintf
snprintf string number print format produce una salida con formato como printf, pero en vez de enviarlo al stdout lo escribe a una cadena de caracteres. A diferencia de sprintf esta necesita el número de bytes que queremos escribir, pudiendo evitar así más fácilmente un problema de desbordamiento de buffer. Su prototipo, dentro del archivo de cabecera stdio.h, sería:
```
 int snprintf(char *str, size_t size, const char *format, ...)
```

donde:
- char *str: Cadena de destino.
- size_t size: Número de bytes a escribir. Se suele poner el tamaño de la cadena destino.
- const char *format,... : Formato habitual de printf.

Veamos un ejemplo:
```
  
int
 
edad
 
=
 
5
;

  
char
 
nombre
[
10
]
 
=
 
"Juan"
;

  
char
 
cadena
[
10
];

  

  
snprintf
(
cadena
,
 
sizeof
(
cadena
),
 
"Me llamo %s y tengo %d años"
,
 
nombre
,
 
edad
);

```

En este caso snprintf escribiría en la variable "cadena" los 10 primeros bytes de "Me llamo Juan y tengo 5 años"

### asprintf
asprintf() hace lo mismo que sprintf() pero este reserva la memoria suficiente para contener la cadena de caracteres deseada, posteriormente se tendrá que usar free() en la cadena. Esta función no es estándar en C ni en POSIX. Se trata de una extensión de GNU. Su prototipo es:
```
 int asprintf(char **restrict strp, const char *restrict fmt, ...);
```

donde:
- strp es un puntero a la cadena de destino
- fmt es el formato habitual

```
  
#define _GNU_SOURCE

  
#include
 
<stdio.h>

  
[...]

  
int
 
edad
 
=
 
5
;

  
char
 
nombre
[
10
]
 
=
 
"Juan"
;

  
char
 
*
cadena
 
=
 
NULL
;

  

  
asprintf
(
&
cadena
,
 
"Me llamo %s y tengo %d años"
,
 
nombre
,
 
edad
);

  
free
(
cadena
);

```